# Isomyia flavida
Isomyia flavida är en tvåvingeart som först beskrevs av Villeneuve 1927.  Isomyia flavida ingår i släktet Isomyia och familjen Rhiniidae.
Artens utbredningsområde är Kongo. Inga underarter finns listade i Catalogue of Life.